# Hermann Stange

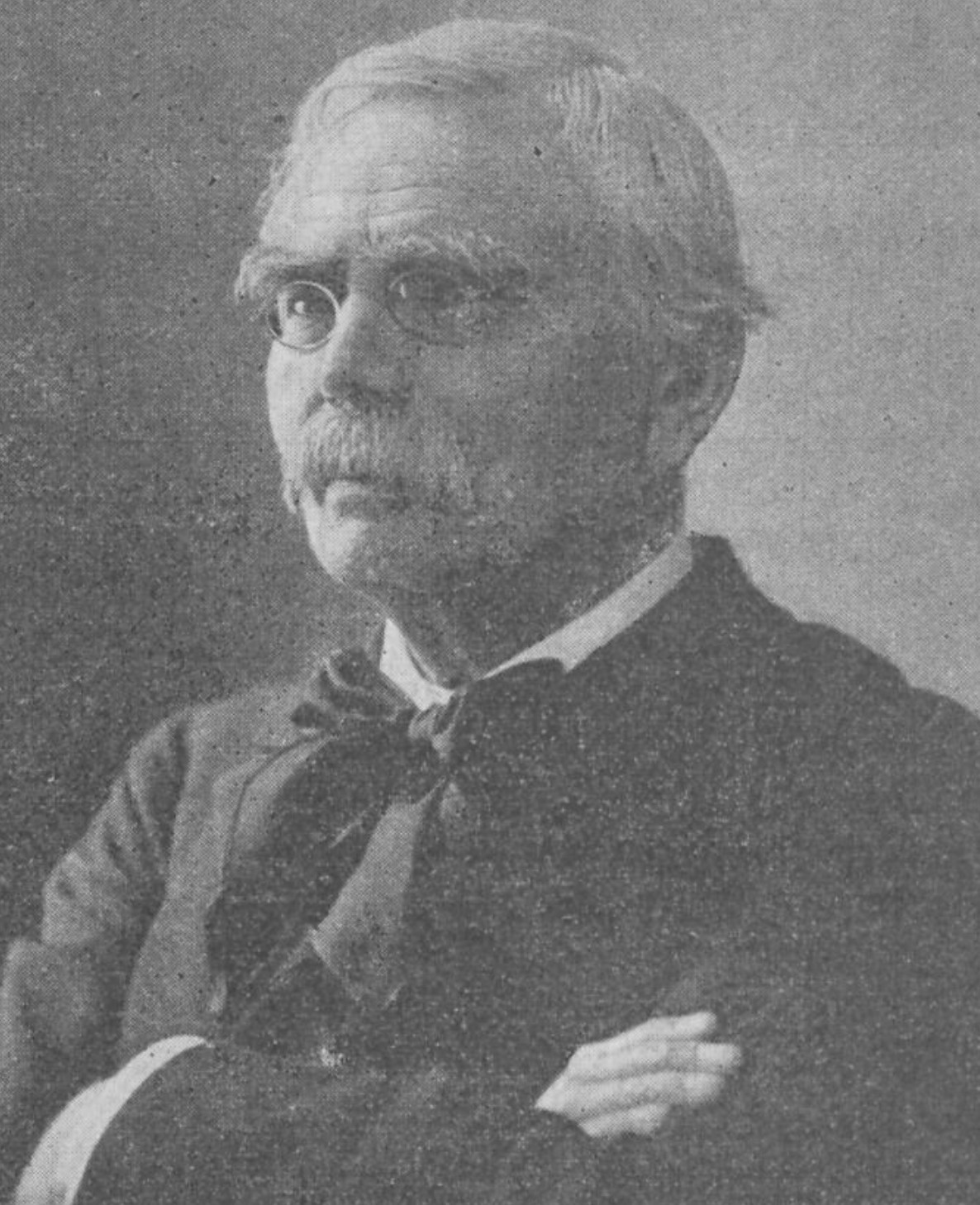
Hermann Stange, um 1910

Hermann Stange (* 19. Dezember 1835 in Kiel; † 22. Juni 1914 ebenda) war ein deutscher Dirigent, Organist und Komponist.

## Leben
Hermann Stange studierte zunächst in seiner Heimatstadt Kiel, bevor er Schüler des Leipziger Konservatoriums wurde. Seine ersten Anstellungen hatte er als Privatlehrer bei dem Grafen Bernstorff in Hannover sowie dem Fürsten Hermann zu Wied in Neuwied. In den Jahren 1860–1864 war er Organist am Rossall College in England. 1866 wurde Stange Domorganist in Schleswig, kehrte jedoch 1876 als Organist und Dirigent des Kieler Gesangvereins nach Kiel zurück. Zwei Jahre später wurde er hier zum akademischen Musikdirektor der Christian-Albrechts-Universität zu Kiel ernannt.

## Schriften
- Johannes Brahms in seinen Beziehungen zu unserer engeren Heimat. In: Die Heimat. Monatsschrift des Vereins zur Pflege der Natur- und Landeskunde in Schleswig-Holstein, Hamburg und Lübeck. Bd. 8 (1898), Heft 10, Oktober 1898, S. 193–198 (Digitalisat).
- Die schleswig-holsteinischen Musikfeste. In: Die Heimat. Monatsschrift des Vereins zur Pflege der Natur- und Landeskunde in Schleswig-Holstein, Hamburg und Lübeck. Bd. 16 (1906), Heft 6, Juni 1906, S. 135–153 (Digitalisat).